# Waleri Jakowlewitsch Leontjew

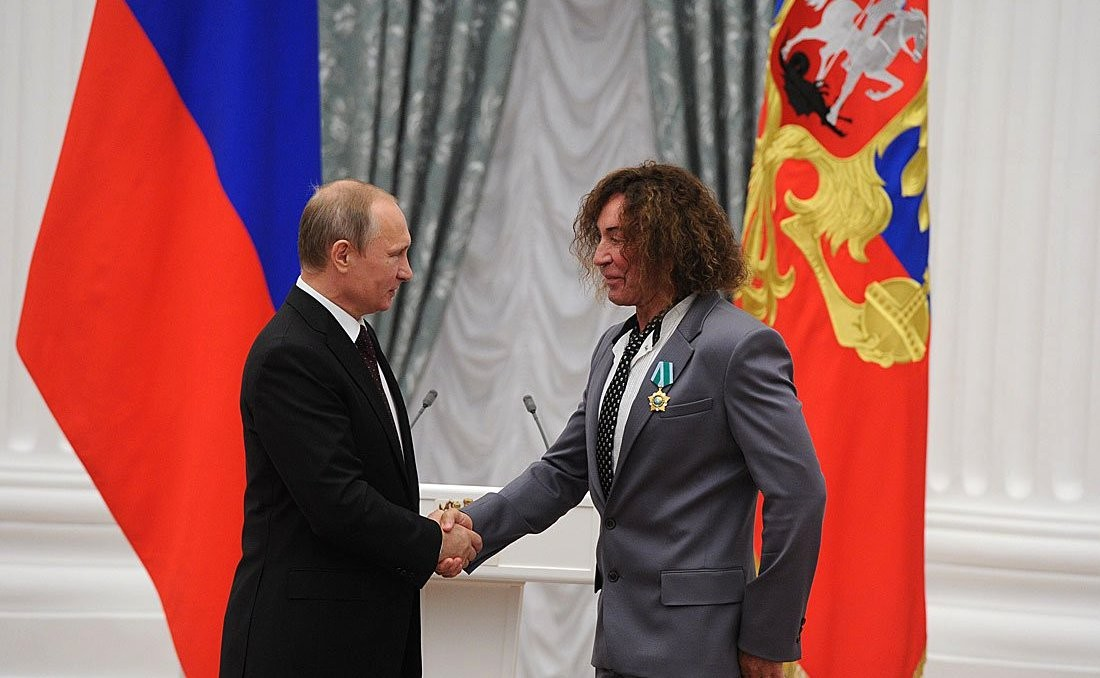
Waleri Jakowlewitsch Leontjew wird im Juli 2014 von Putin mit dem Orden der Freundschaft ausgezeichnet.

Waleri Jakowlewitsch Leontjew (russisch Валерий Яковлевич Леонтьев; * 19. März 1949 in der Republik Komi, UdSSR) ist ein russischer Sänger und Volkskünstler Russlands. 

## Karriere
Er gilt als einer der prominentesten Künstler der russischen Popmusik. Im Laufe seiner Karriere hat er mehr als 30 Alben aufgenommen, von denen sich viele in Millionen von Exemplaren verkauften.

## Diskografie

### Singles (Auswahl)
- 1983: Дельтаплан
- 1993: Казанова

## Auszeichnungen
- World Music Awards in Monte Carlo, den Preis Goldener Violinschlüssel für „Best-Selling-russische Künstler des Jahres“ (1991)
- Volkskünstler Russlands (1996)
- Verdienstorden für das Vaterland IV. Klasse (2005)
- Orden der Ehre (2009)
- Orden der Freundschaft (2014)